# Розинги
Розинги — дворянский род.
Потомство иностранного мастера Петра Розинга, приглашенного Петром I из Голландии, «ученика петербургского генерального сухопутного госпиталя, произведенного перед отъездом в Кяхту аптекарем». 27 августа 1798 года его сын, Иван Петрович Розинг (1748—1820), был пожалован в дворянское достоинство по чину коллежского советника.
- Николай Иванович Розинг (1794-?) — советник Казенной палаты Нижегородской губернии.
- Лев Николаевич Розинг (1825—1908) — действительный статский советник.
- Розинг, Борис Львович (1869—1933) — российский физик, учёный, педагог, изобретатель телевидения.

## Описание герба
В голубом поле посередине означена горизонтально серебряная полоса с изображением на ней розы натурального цвета.
На щите дворянский коронованный шлем. Нашлемник: три страусовых пера. Намёт на щите голубой, подложенный серебром. Герб Розинга внесен в Часть 3 Общего гербовника дворянских родов Всероссийской империи, стр. 149.